# Wilhelm Sebastian von Belling
Wilhelm Sebastian von Belling, född den 15 februari 1719 i Paulsdorf nära Marienwerder, Preussen, död den 28 november 1779 i Stolp, var en preussisk kavallerigeneral.
von Belling stred med utmärkelse i de båda schlesiska krigen och under 1757 års fälttåg. Han blev 1758 chef för ett nyupprättat husarregemente och ställdes med en ringa styrka mot svenskarna i Pommern, mot vilka han vanligen hade framgång, men 1762 förlorade bataljen vid Neu-Kahlden. Genom von Belling blev Gebhard Leberecht von Blücher, vilken som svensk kornett 1760 tillfångatogs i Mecklenburg, övertalad att ingå i preussisk tjänst.